# Briefzentrum (Deutsche Post AG)

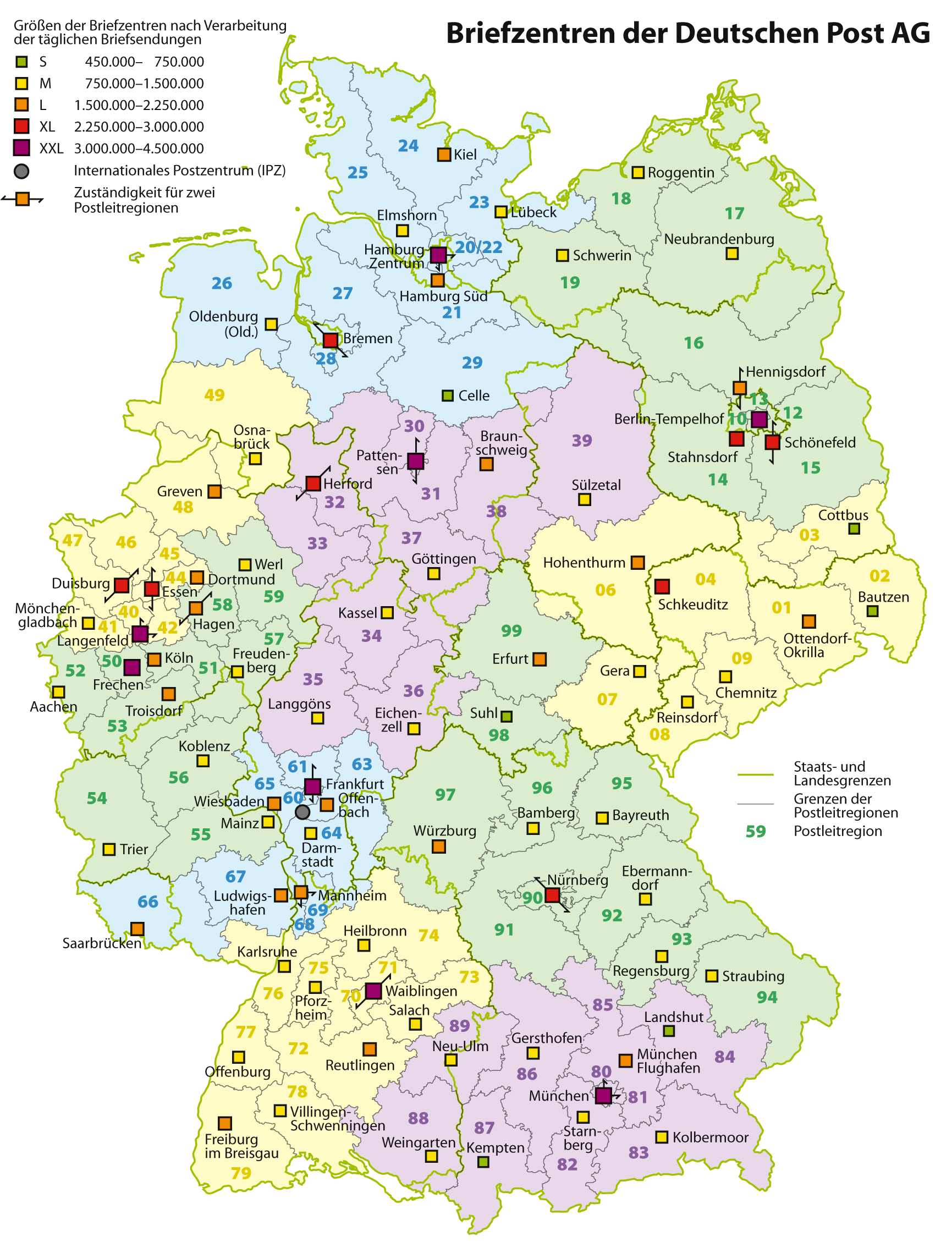
Karte der Briefzentren der Deutschen Post AG

Ein Briefzentrum (BZ) ist ein von der Deutschen Post AG eingerichtetes Verteilzentrum für Briefe. Es dient vor allem der Rationalisierung der Briefbeförderung. Das Verteilsystem verarbeitet täglich 65 Millionen Briefe aus 140.000 Briefkästen in ganz Deutschland.

## Geschichte
Bis in die 1990er Jahre gab es in Deutschland 1.000 Briefbearbeitungsstellen.
Im Rahmen des Konzepts „Brief 2000“ wurden zum 1. Juli 1993 fünfstellige Postleitzahlen eingeführt, die Briefgrößen standardisiert und Briefzentren errichtet. Das erste wurde am 29. August 1994 in Straubing (Briefzentrum 94), das letzte am 4. Dezember 1998 in Regensburg (Briefzentrum 93) in Betrieb genommen. Damit waren alle 83 vorgesehenen Briefzentren errichtet. Gleichzeitig mit dem Hochfahren der Briefzentren wurde die Beförderung von Briefen per Bahnpost zurückgenommen und 1997 ganz eingestellt. Heute gibt es 81 Briefzentren der Deutschen Post AG.
Am 28. November 2003 wurde das Briefzentrum in Wuppertal (Briefzentrum 42) nach internen Auseinandersetzungen zwischen der BZ-Leitung und dem Betriebsrat geschlossen. Seither gibt es nur noch 82 Briefzentren.
Am 13. Mai 2024 wurde das bisherige Briefzentrum in Starnberg (Briefzentrum 82) geschlossen und der Betrieb in das neu entstandene Briefzentrum 81 München-Germering verlagert. Am 9. September 2024 wurde das bisherige Briefzentrum in München-Arnulfstraße (Briefzentrum 80) geschlossen und ebenfalls in das neu entstandene Briefzentrum 81 München-Germering verlagert. Somit gibt es nur noch 81 Briefzentren. Das neue Briefzentrum 81 in München-Germering ist das einzige Briefzentrum, welches 3 Leitregionen (80/81/82) bedient. Germering ist kein Stadtteil Münchens, sondern eine Stadt im Landkreis Fürstenfeldbruck. Da neben großen Teilen Oberbayerns nun auch die Landeshauptstadt München  von Germering aus versorgt wird, wurde die Bezeichnung des neuen Briefzentrum mit "München-Germering" festgelegt. 

## Größeneinteilung
Die Briefzentren werden nach der Verarbeitung ihrer täglichen Briefsendungen in Größen eingeteilt:
- S mit 450.000–750.000 Briefsendungen
- M mit 750.000–1.500.000 Briefsendungen
- L mit 1.500.000–2.250.000 Briefsendungen
- XL mit 2.250.000–3.000.000 Briefsendungen
- XXL mit 3.000.000–4.500.000 Briefsendungen
- IPZ mit 3.000.000–5.000.000 Briefsendungen (Internationales Postzentrum)

## Liste der Briefzentren
Die nachfolgende Liste gibt den Größenstand bei Einführung der Briefzentren wieder. Das größte befindet sich in Frankfurt am Main.
Seit den 2010er Jahren wurden die Kapazitäten durch neuere Verteilmaschinen erhöht. So ist beispielsweise das BZ Kempten (Allgäu) von S auf M aufgestiegen.
| Postleit- Region | Bereich                   | Standort                           | Größe | Betriebszeitraum                          |
| ---------------- | ------------------------- | ---------------------------------- | ----- | ----------------------------------------- |
| 01               | Dresden                   | Ottendorf-Okrilla ⊙                | L     | 12. Jan. 1996                             |
| 02               | Bautzen                   | Bautzen ⊙                          | S     | 30. Apr. 1997                             |
| 03               | Cottbus                   | Cottbus ⊙                          | S     | 27. Okt. 1998                             |
| 04               | Leipzig                   | Leipzig-Lützschena-Stahmeln ⊙      | XL    | 17. Apr. 1996                             |
| 06               | Halle (Saale)             | Hohenthurm ⊙                       | L     | 31. Aug. 1995                             |
| 07               | Gera                      | Gera-Tinz ⊙                        | M     | 18. Nov. 1997                             |
| 08               | Zwickau                   | Reinsdorf ⊙                        | M     | 17. Apr. 1997                             |
| 09               | Chemnitz                  | Chemnitz ⊙                         | M     | 17. Aug. 1995                             |
| 10/11            | Berlin-Zentrum            | Berlin-Schöneberg ⊙                | XXL   | 26. Nov. 1997                             |
| 12/15            | Berlin-Südost             | Schönefeld ⊙                       | XL    | 12. Jan. 1996                             |
| 13/16            | Berlin-Nord/-Südwest      | Hennigsdorf ⊙                      | L     | 12. Jan. 1996                             |
| 14               | südwestliches Brandenburg | Stahnsdorf ⊙                       | XL    | 2. Mai 1996                               |
| 17               | Neubrandenburg            | Neubrandenburg ⊙                   | M     | 29. Apr. 1998                             |
| 18               | Rostock                   | Roggentin ⊙                        | M     | 2. Mai 1996                               |
| 19               | Schwerin                  | Schwerin ⊙                         | M     | 3. Nov. 1997                              |
| 20/22            | Hamburg-Zentrum           | Hamburg ⊙                          | XXL   | 13. Mai 1997                              |
| 21               | Hamburg-Süd               | Hamburg ⊙                          | L     | 22. Apr. 1996                             |
| 23               | Lübeck                    | Lübeck ⊙                           | M     | 12. Jan. 1996                             |
| 24               | Kiel                      | Kiel ⊙                             | L     | 25. Apr. 1996                             |
| 25               | Elmshorn                  | Elmshorn ⊙                         | M     | 13. Nov. 1997                             |
| 26               | Oldenburg (Oldenburg)     | Oldenburg (Oldenburg) ⊙            | M     | 22. Nov. 1996                             |
| 27/28            | Bremen                    | Bremen ⊙                           | XL    | 19. Apr. 1996                             |
| 29               | Celle                     | Celle ⊙                            | S     | 25. Apr. 1997                             |
| 30/31            | Hannover                  | Pattensen ⊙                        | XXL   | 27. Nov. 1996                             |
| 32/33            | Herford                   | Herford ⊙                          | XL    | 25. Apr. 1996                             |
| 34               | Kassel                    | Kassel ⊙                           | M     | 24. Aug. 1995                             |
| 35               | Gießen                    | Langgöns ⊙                         | M     | 12. Nov. 1997                             |
| 36               | Fulda                     | Eichenzell ⊙                       | M     | 13. Nov. 1998                             |
| 37               | Göttingen                 | Göttingen ⊙                        | M     | 27. Nov. 1997                             |
| 38               | Braunschweig              | Braunschweig ⊙                     | L     | 29. Nov. 1996                             |
| 39               | Magdeburg                 | Sülzetal ⊙                         | M     | 25. Apr. 1996                             |
| 40               | Düsseldorf                | Langenfeld (Rheinland) ⊙           | XXL   | 20. Nov. 1997                             |
| 41               | Mönchengladbach           | Mönchengladbach ⊙                  | M     | 29. Nov. 1996                             |
| 42               | Wuppertal                 | Wuppertal                          | L     | 4. Mai 1998 bis 28. November 2003         |
| 44               | Dortmund                  | Dortmund ⊙                         | L     | 24. Apr. 1997                             |
| 45               | Essen                     | Essen ⊙                            | XL    | 7. Mai 1997                               |
| 46/47            | Duisburg                  | Duisburg ⊙                         | XL    | 12. Jan. 1996                             |
| 48               | Münster                   | Greven ⊙                           | L     | 26. Okt. 1994                             |
| 49               | Osnabrück                 | Osnabrück ⊙                        | M     | 25. Apr. 1996                             |
| 50               | Köln-West                 | Frechen ⊙                          | XXL   | 30. Apr. 1997                             |
| 51               | Köln-Ost                  | Köln ⊙                             | L     | 12. Jan. 1996                             |
| 52               | Aachen                    | Aachen ⊙                           | M     | 18. Nov. 1996                             |
| 53               | Bonn                      | Troisdorf ⊙                        | L     | 4. Dez. 1996                              |
| 54               | Trier                     | Trier-Ehrang ⊙                     | M     | 30. Apr. 1998                             |
| 55               | Mainz                     | Mainz-Hechtsheim ⊙                 | M     | 16. Nov. 1998                             |
| 56               | Koblenz                   | Koblenz ⊙                          | M     | 12. Jan. 1996                             |
| 57               | Siegen                    | Freudenberg ⊙                      | M     | 8. Apr. 1998                              |
| 58               | Hagen                     | Hagen ⊙                            | L     | 17. Nov. 1997                             |
| 59               | Hamm                      | Werl ⊙                             | M     | 10. Nov. 1997                             |
| 60/61            | Frankfurt am Main         | Frankfurt am Main-Gutleutviertel ⊙ | XXL   | 27. Nov. 1996                             |
| 62               | Frankfurt am Main         | Flughafen Frankfurt am Main ⊙      | IPZ   | 24. Sep. 1997                             |
| 63               | Offenbach am Main         | Offenbach am Main ⊙                | L     | 26. Mai 1997                              |
| 64               | Darmstadt                 | Darmstadt ⊙                        | M     | 11. Mai 1998                              |
| 65               | Wiesbaden                 | Wiesbaden-Mainz-Kastel ⊙           | L     | 2. Dez. 1996                              |
| 66               | Saarbrücken               | Saarbrücken ⊙                      | L     | 26. Apr. 1996                             |
| 67               | Ludwigshafen am Rhein     | Ludwigshafen am Rhein ⊙            | L     | 12. Dez. 1997                             |
| 68/69            | Mannheim                  | Mannheim-Käfertal ⊙                | L     | 18. Nov. 1996                             |
| 70/71            | Stuttgart                 | Waiblingen ⊙                       | XXL   | 23. Mai 1997                              |
| 72               | Reutlingen                | Reutlingen ⊙                       | L     | 14. Mai 1997                              |
| 73               | Göppingen                 | Salach ⊙                           | M     | 28. Nov. 1997                             |
| 74               | Heilbronn                 | Heilbronn ⊙                        | M     | 9. Dez. 1997                              |
| 75               | Pforzheim                 | Pforzheim ⊙                        | M     | 30. Nov. 1998                             |
| 76               | Karlsruhe                 | Karlsruhe-Grünwinkel ⊙             | L     | 22. Nov. 1996                             |
| 77               | Offenburg                 | Offenburg ⊙                        | M     | 20. Nov. 1998                             |
| 78               | Villingen-Schwenningen    | Villingen-Schwenningen ⊙           | M     | 7. Mai 1997                               |
| 79               | Freiburg im Breisgau      | Freiburg im Breisgau ⊙             | L     | 12. Jan. 1996                             |
| 80/81            | München                   | München-Neuhausen ⊙                | XXL   | 26. Juni 1998 bis 2024                    |
| 82               | Starnberg                 | Starnberg ⊙                        | M     | 22. Apr. 1998 bis 2024                    |
| 80/81/82         | München                   | München-Germering ⊙                | XXL   | 9. Sep. 2024                              |
| 83               | Rosenheim                 | Kolbermoor ⊙                       | M     | 17. Apr. 1998                             |
| 84               | Landshut                  | Landshut ⊙                         | S     | 7. Mai 1998                               |
| 85               | Freising                  | Flughafen München ⊙                | L     | 24. Apr. 1998                             |
| 86               | Augsburg                  | Gersthofen ⊙                       | M     | 12. Jan. 1996                             |
| 87               | Kempten (Allgäu)          | Kempten (Allgäu) ⊙                 | S     | 12. Nov. 1998                             |
| 88               | Ravensburg                | Weingarten ⊙                       | M L   | 5. Mai 1997 bis 31. Mai 2010 1. Juni 2010 |
| 89               | Ulm                       | Neu-Ulm ⊙                          | M     | 8. Juni 1998                              |
| 90/91            | Nürnberg                  | Nürnberg ⊙                         | XXL   | 20. Mai 1997                              |
| 92               | Amberg                    | Ebermannsdorf ⊙                    | M     | 29. Nov. 1996                             |
| 93               | Regensburg                | Regensburg ⊙                       | M     | 4. Dez. 1998                              |
| 94               | Straubing                 | Straubing ⊙                        | M     | 29. Aug. 1994                             |
| 95               | Bayreuth                  | Bayreuth ⊙                         | M     | 24. Okt. 1996                             |
| 96               | Bamberg                   | Bamberg ⊙                          | M     | 24. Nov. 1997                             |
| 97               | Würzburg                  | Würzburg ⊙                         | L     | 12. Jan. 1996                             |
| 98               | Suhl                      | Suhl ⊙                             | S     | 23. Apr. 1998                             |
| 99               | Erfurt                    | Erfurt ⊙                           | L     | 22. Nov. 1996                             |

## Technische Ausstattung

### Allgemein
- Teilautomatisierte Briefordnerei (TaBo) zur manuellen Formattrennung und manuellen Stempelung von Groß- und Maxibriefen (GMBf) sowie zur automatischen Vereinzelung und Ausrichtung von Postkarten, Standard- und Kompaktbriefen (SKBf).
- Aufstell- und Stempelmaschine (AM) zur Erkennung der Freimachung (einschließlich Echtheits-Überprüfung der Briefmarken), Ausrichten der Briefe in eine einheitliche Lage und Stempelung mit dem Tagesstempel.
- Standardbrief-Sortieranlage (SSA), zur automatischen Sortierung von SKBf. Diese Anlage besteht aus mehreren Anschriftenlesemaschinen (ALM), Videocodiermaschinen (VCM), integrierten Lese- und Videocodiermaschinen (ILVM) sowie Feinsortiermaschinen (FSM).
- Gangfolge-Sortiermaschinen (GFSM) zur Sortierung von SKBf auf Gangfolge.
- Großbriefsortieranlage (GSA) zur automatischen Sortierung von Großbriefen.
- Image-Management-Modul (IMM) ist ein Rechnersystem zur zusätzlichen Verarbeitung der von ALM, VCM, ILVM und GSA erzeugten Bilder. Einerseits wird durch dieses System die Leserate erhöht, indem die von den maschineneigenen Lesecomputern (OCR) nicht gelesenen Anschriften nochmals weiteren Lesecomputern (Sekundärleser) zugeführt werden. Sollten diese Sekundärleser ebenfalls kein Ergebnis erzielen, werden die Bilder an den sogenannten Videocodierplätzen auf Monitoren angezeigt und die Postleitzahl manuell eingegeben. Weiterhin dient dieses System zur Ermittlung weiterer Informationen wie der Erkennung von nachzusendenden Briefen und der Überprüfung von speziellen Freimachungsarten wie der Internetmarke.

In großen Briefzentren ist zusätzlich vorhanden:
- Förder- und Verteilanlage mit Entladevorrichtung (EV), Förderanlage (Föa) und Kommissionierungsanlage (KoA) zum Transport der Briefbehälter von den Hallentoren zu den einzelnen Bearbeitungsbereichen und zurück.
- Maxibriefsortieranlage (MSA).

### Technische Modernisierung
- Nach ausgiebigen Tests im BZ 04 Leipzig begann im Jahr 2009 der Austausch der bisherigen SSA-Maschinen ALM, VCM, ILVM und FSM durch eine neue Generation von ILVM, welche sich durch höheren Durchsatz, höhere Leserate und geringere mechanische Beanspruchung der Briefe auszeichnet. Die Maschine hat 128 Sortierfächer („alte“ ILVM maximal 24 Fächer), eine nachfolgende maschinelle Feinsortierung (FSM) ist daher nicht mehr notwendig. Weiterhin ist mit dieser Maschine auch eine Gangfolge-Sortierung möglich.
- Ende des Jahres 2009 begann der Austausch der Großbriefsortieranlagen durch eine neue Maschinengeneration, welche größere Sendungsformate sortieren kann und eine Gangfolge-Sortierung ermöglicht.

### Beispielhafte Ausstattung des BZ Erfurt
Das BZ Erfurt wurde im Oktober 1996 in Betrieb genommen. Die Versorgungfläche der Leitregion 99 beträgt ca. 6.400 Quadratkilometer mit ca. 507.000 Haushalten. Die maximale Anzahl an Briefsendungen pro Tag liegt bei 2,2 Millionen Stück. An technischer Ausstattung ist vorhanden:
- zwei Integrierte Lese- und Videocodiermaschinen (ILVM) mit vier Videocodierplätzen
- drei Feinsortiermaschinen (FSM)
- zwei Großbriefsortieranlagen (GSA)
- zwei Aufstell- und Stempelmaschinen (AM)
- acht Gangfolgesortiermaschinen (GFSM)

Nach der oben genannten Modernisierung sieht die Ausstattung im BZ 99 Erfurt wie folgt aus:
- eine Teilautomatisierte Briefordnerei (TABO)
- drei Integrierte Lese- und Videocodiermaschinen (IRVneu)
- eine Resthandsortierung Röllchenbahn (RHS)
- eine Großbriefsortieranlage (GSAneu)
- eine Aufstell- und Stempelmaschine (AM)
- acht Gangfolgesortiermaschinen (GFSM)

## Schichtbetrieb
- Spätschicht – Briefzentrum-Abgangsbearbeitung (BZA): Montags bis freitags in den Nachmittags- bis Abendstunden (in einigen Briefzentren – Sonntags-BZ – auch am Sonntagnachmittag) werden die innerhalb der Leitregion eingelieferten Briefsendungen (aus Briefkasten-Leerung, Postfilialen und Agenturen sowie von Großkunden) auf Leitregionen sortiert.
- Nachtschicht – Briefzentrum-Eingangsbearbeitung (BZE): Montags bis samstags in den Nacht- bis frühen Morgenstunden werden die Briefsendungen, die von den anderen Briefzentren angeliefert werden oder aus dem eigenen BZ für die eigene Leitregion bestimmt stammen, auf Zustellbezirksgruppen (= PLZ), auf Zustellbezirke oder sogar auf Gangfolge sortiert.
- Tagschicht: Montags bis samstags am Tage werden Sendungen mit längerer Laufzeit (Bücher- und Warensendungen, Pressepost, Dialogpost) ähnlich wie bei BZE sortiert.

Somit sind die Briefzentren nahezu rund um die Uhr in Betrieb.

## Kurioses
- Das Briefzentrum von Wiesbaden (65) befindet sich im Stadtteil Mainz-Kastel. Mainz-Kastel (Postleitzahl 55252) wird aber postalisch über das Mainzer Briefzentrum 55 in Mainz-Hechtsheim versorgt, deshalb wird die Post für Mainz-Kastel nicht im „eigenen“ BZ sortiert. Um die an das BZ 65 gerichtete Post aber nicht erst auf Umwegen zu erhalten, hat das BZ 65 mit der 65212 eine eigene (Großkunden-)Postleitzahl.[10]
- Ähnlich verhält es sich mit dem BZ 10 (Berlin-Zentrum), das seinen Standort in einem Teil Berlins hat, der zur Leitregion 12 gehört.